# Outlaws (Lost)
 For alternative betydninger, se Outlaws. (Se også artikler, som begynder med Outlaws)
"Outlaws" er det sekstende afsnit af tv-serien Lost. Episoden blev instrueret af Jack Bender og skrevet af Drew Goddard. Det blev første gang udsendt 16. februar, og karakteren James "Sawyer" Ford vises i afsnittets flashbacks.